# Bernhard Füller
Bernhard Füller (* 8. Dezember 1921 in Gelsenkirchen; † 28. Juni 1943 bei Chotin, Sowjetunion), Spitzname „Natz“, war ein deutscher Fußballspieler.

## Karriere
Füller gehörte zur „dritten Generation“ der Schalker und kam wie Herbert Burdenski und Willi Schuh 1939 aus der eigenen Jugend. Bereits als 18-Jähriger war er Stammspieler auf der rechten Außenbahn der „Knappen“. Er gehörte der Mannschaft an, die am 4. Februar 1940 Gaumeister Westfalen wurde; im Revierderby gegen Borussia Dortmund erzielte er beim 7:0 drei Tore. Im Juli gehörte er dem Team im Berliner Olympiastadion an, das im Endspiel der Deutschen Meisterschaft 1940 den Dresdner SC mit 1:0 besiegte. Füller und seine Mitspieler holten damit den fünften Meistertitel nach Gelsenkirchen. Auch im folgenden Jahr wurde er mit den Königsblauen Gaumeister Westfalen. Im verlorenen Finale um die Deutsche Meisterschaft 1941 gegen den SK Rapid Wien im Olympiastadion wirkte er ebenfalls mit, obwohl er sechs Wochen zuvor in die Wehrmacht eingetreten war; auch für das Pokalfinale im November gegen Dresden wurde er freigestellt.

## Sonstiges
Füller fiel am 28. Juni 1943 bei Chotin, rund 25 km nördlich von Sumy in der heutigen Ukraine.